# العلوية (الفيوم)
قرية العلوية هي إحدى القرى التابعة لمركز ابشواى في محافظة الفيوم في جمهورية مصر العربية. حسب إحصاءات سنة 2006، بلغ إجمالي السكان في العلوية 10116 نسمة، منهم 5233 رجل و4883 امرأة.